# Gudhjem Sogn
Gudhjem Sogn 
ist eine Kirchspielsgemeinde (dän.: Sogn)
auf der dänischen Insel Bornholm.
Bis 1970 gehörte sie zur Harde Bornholms Øster Herred im damaligen Bornholms Amt, danach mit dem Wegfall der Hardenstruktur zur Allinge-Gudhjem Kommune im unveränderten Bornholms Amt, die wiederum zum Januar 2003 in der Bornholms Regionskommune aufgegangen ist. Die Regionskommune war zunächst – wie Kopenhagen und Frederiksberg – amtsfrei, also direkt dem Staat unterstellt, und wurde dann mit der Kommunalreform zum 1. Januar 2007 der Region Hovedstaden zugeordnet.

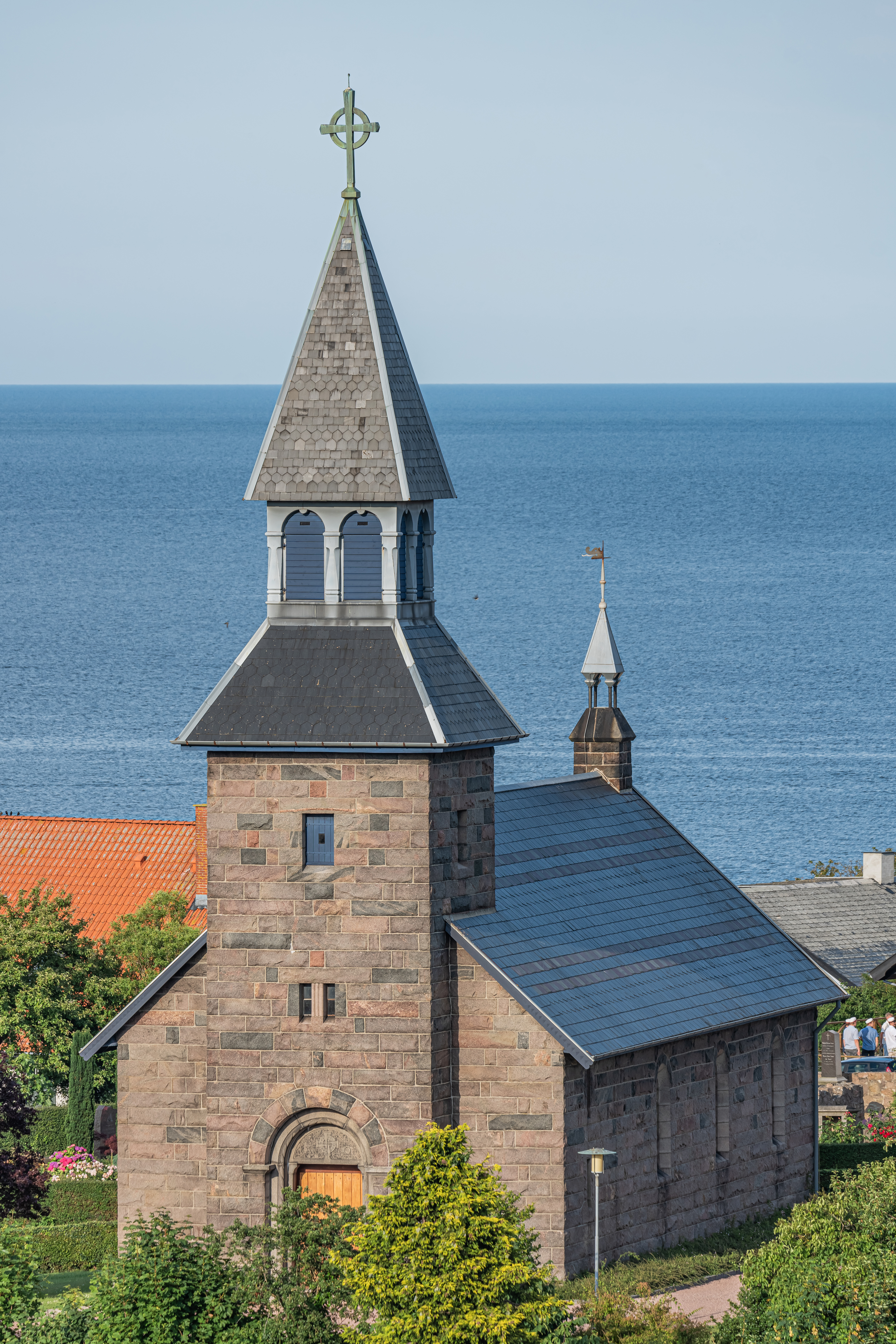
Gudhjem Kirke

Von den 730 Einwohnern von Gudhjem leben 686 im gleichnamigen Kirchspiel (Stand: 1. Januar 2025).
Im Kirchspiel liegt die Kirche „Gudhjem Kirke“.
Einzige Nachbargemeinde ist im Süden Østerlarsker Sogn.